# Wa-104
Wa-104 — тральщик Імперського флоту Японії, який взяв участь у Другій світовій війні.
Корабель відносився до нідерландських тральщиків типу DEFG, будівництво яких велось у Нідерландській Ост-Індії. Він був споруджений на яванській верфі Droogdok Mij Soerabaja в 1940 році та отримав назву «Djember» (в 1942-му був перейменований чи отримав додаткове позначення HMV 19). 1 березня 1942-го японці висадили десанти на заході та сході Яви, після чого Wa-104 разом з іншими кораблями 5-го дивізіону тральщиків затопили в Танджонг-Пріоку (порт Батавії – сучасної Джакарти).
Японці організували підйом та ремонт корабля і 20 лютого 1943-го ввели його до складу флоту як допоміжний тральщик Wa-104. Корабель належав до 25-ї спеціальної військово-морської бази, яка відносилась до Другого Південного Експедиційного флоту (відповідав за операції у Індонезії), а з кінця листопада 1943-го до Четвертого Південного Експедиційного флоту (діяв на сході Індонезії включно із західною частиною Нової Гвінеї). 
До липня 1943-го Wa-104 діяв переважно в районі Манокварі (північно-східне завершення новогвінейського півострова Чендравасіх), потім пройшов ремонт на Амбоні (південна частина Молуккського архіпелагу), а 10 – 14 серпня супроводив два транспорти на Палау (важливий транспорний хаб на заході Каролінського архіпелагу). 17—19 серпня Wa-104 прослідував з транспортною метою до Манокварі. Далі до кінця квітня 1944-го корабель переважно ніс патрульно-ескортну службу біля західного узбережжя Нової Гвінеї, де, зокрема, відвідував Каймана, Кокас, Факфак, Соронг (північно-західне завершення півострова Чендравасіх). 
2 – 6 травня 1944-го Wa-104 прослідував з Амбону до Сурабаї, де знову став на ремонт. З другої половини червня корабель відновив свої ескортні походи по східній частині Нідерландської Ост-Індії, під час яких переважно працював в районах Амбону та острова Хальмахера (північна частина Молуккського архіпелагу). 12 вересня 1944-го Wa-104 провів безрезультатний пошук підводного човна, який перед тим намагався уразити торпедами транспорт «Тошо-Мару», а з 15 вересня розпочав супровід «Тошо-Мару». Втім, 23 вересня під час перебування в Кендарі (південно-східний півострів острова Сулавесі) «Тошо-Мару» було потоплене авіацією.
З січня 1945-го Wa-104 працював на трасі між Сурабаєю та Макассаром (південно-західний півострів острова Сулавесі). 
12 квітня 1945-го біля центральної частини північного узбережжя острова Балі Wa-104 був атакований британським підводним човном HMS Stygian, що перебував у надводному положенні. Гарматний вогонь з субмарини призвів до затоплення машинного відділення тральщика, а потім носову частину відрвало вибухом власних глибинних бомб. Пісумком бою стало потоплення Wa-104.